# Južni ocean
Južni ocean, još poznat i kao Južni polarni ocean (još je poznato ime i Antarktički ocean), velika je vodena masa koja se nalazi blizu Antarktike. To je Zemljin četvrti najveći ocean, a posljednji koji su geografi definirali kao ocean na Međunarodnoj hidrografskoj organizaciji (engl. IHO). No, iako je službeno priznat kao ocean tek nedavno, među mornarima on se smatra oceanom već desetljećima.
Od 68 država koje su članice IHO-a, njih 28 se odazvalo glasovanju o novom oceanu. 27 se izjasnilo za novi ocean, dok je jedino Argentina odbila prihvatiti novi ocean. Samo ime Južni ocean je odabralo osamnaest država uz alternativno ime Antarktički ocean. Polovica glasova je bila da se granica Južnog oceana odredi na 60. stupnju južne Zemljine polutke, a druga polovica se izjasnila da želi granicu na 35. stupnju južne polutke.
Ostali izvori navode Atlantski, Tihi i Indijski ocean kao oceane koji omeđuju Antarktiku.

## Geografska obilježja
Južni ocean, je oceanografski rečeno, definiran kao ocean koji pripada Antarktičkoj struji, koja kruži oko Antarktike. Mora koja Južni ocean uključuje su Amundsenovo, Bellinghasuenovo, Rossovo, Wedellovo i dio Drakeovog prolaza. Ukupna površina koju ovaj ocean zauzima je 20.327.000 km2.

## Karakteristična obilježja
Južni ocean je smješten na južnoj Zemljinoj polutci. Prosječna dubina je između 4000 i 5000 metara. Rub antarktičkog kontinentalnog šelfa vrlo je strm i nalazi se na oko 800 metara dubine (u usporedbi s globalnim prosjekom od 133 metara je puno dublje).
Zaleđena površina vode je proporcionalna utjecaju Sunca. U ožujku je površina leda najmanja, prosječno samo 2,6 milijuna km2, dok je u rujnu (južna zima), površina leda najveća (oko 18,8 milijuna km2).
Čineći puni krug oko Antarktike u smjeru istoka teče antarktička cirkumpolarna struja. Ukupne je duljine 21 000 km (najdulja na svijetu) i toka 130 milijuna kubnih metara vode u sekundi (100 puta više od svih svjetskih rijeka).
Najveća dubina je 7235 metara na južnom kraju Južnosandwichske brazde, na koordinatama 60°00' S, 24°00' W.

## Klima
Morske temperature variraju između -2 i +10 Celzijeva stupnja. Ciklonske oluje putuju na istok i česte su zbog naglih promjena i razlika između temperatura leda i otvorenog oceana. Vjetrovi koji pušu oko 40. južnoga stupnja su najjači izmjereni na čitavoj Zemlji. Zimi, između 55. i 65. južnoga stupnja, voda se smrzava i smanjuje površinu tekuće vode. Pritom je temperatura vode oko 0 stupnjeva.

## Prirodna bogatstva
- moguće velike zalihe nafte i prirodnog plina;
- nalazišta mangana;
- pitka voda u santama leda;
- lignje, kitovi, morski sisavci, mnoge vrste riba

## Prirodne opasnosti
Ledeni brijegovi i sante leda se mogu naći u ovom oceanu u bilo kojem dijelu godine. Neki ledeni brijegovi dosežu i visinu od nekoliko stotina metara, dok su i one od jednog metra opasne za plovidbu brodova. Dodatne tegobe pomorcima daju vjetrovi i ogromni valovi tijekom čitave godine, a pogotovo u razdoblju od svibnja do listopada. No, ljudska vrsta je riješila ovaj problem upotrebom ledolomaca, brodova specijaliziranih za plovidbu zaleđenim morima.

## Trenutno stanje okoliša
Povećano ultraljubičasto zračenje je rezultiralo ozonskom rupom iznad Antarktike. To za posljedicu ima otapanje ledenih brijegova, podizanje globalne razine vode i oštećivanje DNK svih živih bića. Ilegalno, neprijavljeno ribarenje uvelike oštećuje čitavi živi svijet u Južnom oceanu i nestanak brojnih endemskih oblika života. Prolazak velikoga broja brodova povećava i mogućnost ekološke katastrofe (npr. izljev nafte), jednog od vodećih uzroka ugroženosti oblika života.

## Međunarodni dogovori
Južni ocean je predmet svih međunarodnih rasprava o problemu svjetskih oceana. Navedeni su svi međunarodni dogovori što se tiče Južnog oceana:
- Međunarodna organizacija zaštite kitova zabranjuje lov na kitove južnije od 40. južnoga stupnja. Japan ne poštuje ovaj dogovor i povremeno, nakon što njihovi znanstvenici daju zeleno svjetlo, idu u lov na kitove u zabranjenom području.
- Ograničen je lov na tuljane.
- Strogo je regulirano ribarenje u ovome području.
- Brojne države dragovoljno zabranjuju iskorištavanje mineralnih bogatstava u ovom oceanu.

## Ekonomija
Ribolov u sezoni 1998./1999. između 1. srpnja i 30. lipnja je za rezultat imalo izlov približno 120 000 tona morskih životinja. To je za posljedicu imalo smanjenje živog svijeta u Južnom oceanu. Od tada se stalno donose novi zakoni koji ograničavaju izlov.
Stalan je porast turizma. Iste sezone (1998./99.) Južni ocean je posjetilo 11 000 turista, za razliku od 9500 turista u sezoni 1997./98.

## Luke
Za razliku od Pacifika, u Južnom oceanu broj luka je ograničen uvjetima leda. Postoji malen broj luka, u koje je ulaz omogućen samo tijekom ljetnih mjeseci, i to uz obaveznu pomoć ledolomaca. Većina luka ne odobrava, štoviše i ne dozvoljava, uplovljavanje privatnih brodova, osim u hitnim slučajevima.
Najznačajnije luke su:
- Esperanza Base
- Mawson Station
- McMurdo Station
- Palmer Station
- Scott Base

## Vanjske poveznice
- Oceanography Slika dana
- CIA-ina knjiga  Arhivirana inačica izvorne stranice od 11. listopada 2006. (Wayback Machine)
- Peti ocean  Arhivirana inačica izvorne stranice od 6. rujna 2008. (Wayback Machine)
- NOAA In-situ Gledanje Južnog oceana
- NOAA Učestala pitanja o oceanima